# Дунда-Киреть
Ду́нда-Кире́ть (бур. Дунда Хэрээтэ) — улус в Бичурском районе Бурятии. Административный центр сельского поселения «Дунда-Киретское».

## География
Улус расположен на реке Дунда-Киреть (левый приток Хилка) в 13 км западнее райцентра — села Бичура. В 1,5 км к северу от селения проходит региональная автодорога Р441 Мухоршибирь — Бичура — Кяхта.

## История
С 31 декабря 2004 года улус Дунда-Киреть является административным центром муниципального образования сельское поселение «Дунда-Киретское» Бичурского района.

## Население
| 2002 | 2010 |
| ---- | ---- |
| 405  | ↘372 |